# Роксбург (водохранилище)
Ро́ксбург (англ. Lake Roxburgh) — водохранилище руслового типа на Южном острове Новой Зеландии.
Расположено в юго-восточной части острова, приблизительно в 160 километрах от Данидина. Образовано плотиной ГЭС на реке Клута в 1961 году. Город Роксберг находится в пяти километрах к югу от Дамбы.
Площадь зеркала — 6 км². Длина — 28,5 км. Ширина — 667 м. Поверхность водохранилища находится на высоте 132 метра над уровнем моря.
Является популярным местом рыбалки среди туристов.